# Otello (Rossini)
Otello é uma ópera em três atos de Gioacchino Rossini com libreto italiano de Francesco Maria Berio di Salsa, baseado na tragédia Othello, ou le More de Venise (1792) de Jean-François Ducis. Estreou no Teatro del Fondo de Nápoles, em 4 de dezembro de 1816.

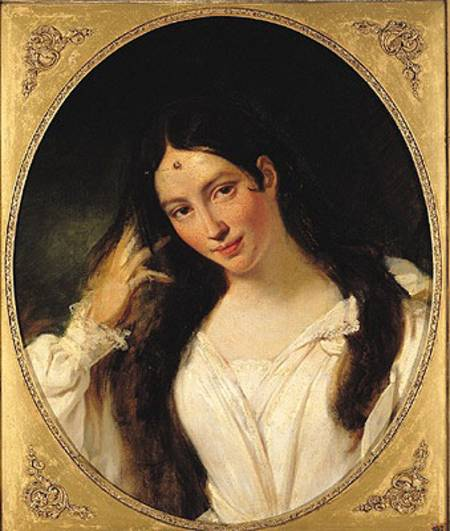
Maria Malibran foi Desdémona de François Bouchot (1834)

| Papel            | Voz           | Estreia, 4 de dezembro de 1816 (Maestro: - ) |
| ---------------- | ------------- | -------------------------------------------- |
| Otelo            | tenor         | Andrea Nozzari                               |
| Desdemona        | mezzo-soprano | Isabella Colbran                             |
| Rodrigo          | tenor         | Giovanni David                               |
| Jago             | tenor         | Giuseppe Ciccimarra                          |
| Emilia           | mezzo-soprano | Maria Manzi                                  |
| Elmiro           | baixo         | Michele Benedetti                            |
| O Doge de Veneza | tenor         | Gaetano Chizzola                             |
| Lucio            | tenor         | Nicola Mollo                                 |
| Gondoleiro       | tenor         | Nicola Mollo                                 |